# HMS Royal Charles (1673)
HMS Royal Charles — 100-пушечный линейный корабль первого ранга Королевского флота, спроектированный и построенный сэром Энтони Дином на верфи Портсмута, где он был спущен на воду и достроен его преемником на посту главного корабела Дэниелом Фурцером в марте 1673 года. Он был одним из трёх кораблей Королевского флота, оснащённых морскими орудиями «рупертино».
Корабль был флагманом принца Руперта Рейнского в битвах при Схоневельде: двух морских сражениях франко-голландской войны, произошедших у берегов Нидерландов 7 июня и 14 июня 1673 года против флота Соединенных провинций, которым командовал Михель де Рюйтер.
HMS Royal Charles был перестроен на верфи Вулиджа между 1691 и 1693 годами и 27 января 1693 года переименован в HMS Queen . Королева стала флагманом сэра Джорджа Рука, а её капитаном был Джеймс Уишарт. Корабль был перестроен во второй раз в Вулидже, спущен на воду 20 сентября 1715 года, и еще раз переименован, на этот раз в HMS Royal George .
Претерпев серьёзную перестройку Royal George был переименован в HMS Royal Anne в 1756 году и был разобран в 1767 году.
| Названия                                       | HMS Роял Чарльз                                                                                    |
| Заказан                                        | 26 апреля 1671 г.                                                                                  |
| Строитель                                      | Энтони Дин и Дэниел Ферцер , Портсмутская верфь                                                    |
| Запущен                                        | март 1673 г.                                                                                       |
| Введен в эксплуатацию                          | февраль 1673 г.                                                                                    |
| переименован                                   | - HMS Queen , 27 января 1693 г. - HMS Royal George , 9 сентября 1715 г. - HMS Royal Anne , 1756 г. |
| Судьба                                         | Распался, 1767 г.                                                                                  |
| Общие характеристики в собранном виде          | |
| Класс и тип                                    | 100-пушечный линейный корабль первого ранга                                                        |
| тонн груза                                     | 1443 (бм)                                                                                          |
| Длина                                          | 136 футов (41 м) (киль)                                                                            |
| Ширина                                         | 44 фута 8 дюймов (13,61 м)                                                                         |
| Осадка                                         | 18 футов 3 дюйма (5,56 м)                                                                          |
| Движение                                       | Паруса                                                                                             |
| План паруса                                    | Полностью оснащенный корабль                                                                       |
| Вооружение                                     | 100 пушек                                                                                          |
| Общие характеристики после перестройки 1693 г. | |
| Класс и тип                                    | 100-пушечный линейный корабль первого ранга                                                        |
| тонн груза                                     | 1657 92 ⁄ 94 (регистровых тонн)                                                                    |
| Длина                                          | 170 футов 6 дюймов (51,97 м) (нижняя палуба)                                                       |
| Ширина                                         | 47 футов 7 дюймов (14,50 м)                                                                        |
| Осадка                                         | 18 футов (5,5 м)                                                                                   |
| Движение                                       | Паруса                                                                                             |
| План паруса                                    | Полностью оснащенный корабль                                                                       |
| Вооружение                                     | 100 пушек                                                                                          |
| Общие характеристики после перестройки 1715 г. | |
| Класс и тип                                    | 100-пушечный линейный корабль первого ранга                                                        |
| тонн груза                                     | 1800 84 ⁄ 94 (бм)                                                                                  |
| Длина                                          | 171 фут 9 дюймов (52,35 м) (оружейная палуба)                                                      |
| Ширина                                         | 49 футов 3 дюйма (15,01 м)                                                                         |
| Осадка                                         | 19 футов 6 дюймов (5,94 м)                                                                         |
| Движение                                       | Паруса                                                                                             |
| План паруса                                    | Полностью оснащенный корабль                                                                       |
| Вооружение                                     | 100 пушек различного калибра                                                                       |